# Culver (Kansas)
Culver es una ciudad ubicada en el de condado de Ottawa en el estado estadounidense de Kansas. En el año 2010 tenía una población de 121 habitantes y una densidad poblacional de 302,5 personas por km².

## Geografía
Culver se encuentra ubicada en las coordenadas 38°58′10″N 97°45′35″O / 38.96944, -97.75972 (38.969581, -97.759657).

## Demografía
Según la Oficina del Censo en 2000 los ingresos medios por hogar en la localidad eran de $39,792 y los ingresos medios por familia eran $41,563. Los hombres tenían unos ingresos medios de $25,000 frente a los $20,417 para las mujeres. La renta per cápita para la localidad era de $13,047. Alrededor del 14.4% de la población estaban por debajo del umbral de pobreza.